# Norddeutsche Kreditbank
Die Norddeutsche Kreditbank Aktiengesellschaft war eine Bremer Bank.
Die Gesellschaft entstand am 6. November 1931 aus der Umwandlung der im Juli 1931 in Schwierigkeiten geratenen J. F. Schröder Bank KGaA. Das Bank- und Kaufhaus Obernstraße 2–12 in Bremen war der Stammsitz der Bank. Es bestanden Filialen in Bremen, Bremerhaven, Bückeburg, Delmenhorst, Detmold, Hamburg, Hoya, Nienburg, Vegesack, Verden und Wesermünde sowie Geschäftsstellen in Kirchweyhe und Syke.
Die Bank war wichtiger Finanzier und von 1937 bis 1941 Anteilseigner der Deutsche Schiff- und Maschinenbau Aktiengesellschaft (Deschimag).
Während des Nationalsozialismus wurde das Hamburger Bank- und Handelshaus L. Behrens & Söhne 1938 „arisiert“. Die Norddeutsche Kreditbank-AG übernahm den Firmenteil, der die Bankgeschäfte abwickelte. Auf Grundlage des Bizonengesetzes musste sich die Bank nach dem Zweiten Weltkrieg von ihrer Hamburger Filiale (Alter Wall 32–36) trennen. Diese wurde von der Hamburger Berenberg Bank übernommen. Im Gegenzug erhielt die Norddeutsche Kreditbank eine Beteiligung in Höhe von 40 Prozent am Bankhaus Berenberg.
Mitglieder des Aufsichtsrats der Bank waren unter anderen die Bremer Kaufleute Karl Lindemann (1931–1945 und nach 1959), Hans Erling, August Dubbers, Eduard Nebelthau und Fritz Tecklenborg. Weitere Aufsichtsratsmitglieder waren Otto Flohr, Richard Duckwitz, Hans Christoph Freiherr Tucher von Simmelsdorf.
1973 erfolgte die Verschmelzung (Hauptaktionär war zu diesem Zeitpunkt mit 84 Prozent die Norddeutsche Landesbank) mit der Allgemeine Deutsche Credit-Anstalt (kurz ADCA) und firmierte ab dann unter dem Namen ADCA-Bank AG Allgemeine Deutsche Credit-Anstalt. 1983 wurde das Geldhaus von der Rabobank-Gruppe übernommen. Die 22 Filialen in Bremen, Bremerhaven, Delmenhorst und Oldenburg wurden an verschiedene Kreditinstitute verkauft.